# Prumnopitys taxifolia
Il matai (Prumnopitys taxifolia (Sol. ex D.Don) de Laub.) è una conifera sempreverde della famiglia Podocarpaceae, endemica della Nuova Zelanda.